# V.Premier League 2017/2018 (damer)
V.Premier League 2017/2018 spelades mellan 21 oktober 2017 och 17 mars 2018. Det var den 50:e upplagan av turneringen, som utser de japanska mästarna i volleyboll och 8 lag deltog. Hisamitsu Springs blev mästare för sjätte gången genom att besegra JT Marvelous i finalen.

## Lag

### Stab
| Ageo Medics                | Toshiaki Yoshida  | Yuko Maruyama   |  | Ageo Medical Grupp         |
| Denso Airybees             | Gen Kawakita      | Ishida Mizuho   |  | Denso                      |
| JT Marvelous               | Tomoko Yoshihhara | Mai Okumura     |  | Japan Tobacco Ltd.         |
| Hisamitsu Springs          | Shingo Sakai      | Erika Sakae     |  | Hisamitsu Pharmaceutical   |
| Hitachi Rivale             | Hiroyuki Kai      | Miya Sato       |  | Hitachi Automotive Systems |
| NEC Red Rockets            | Akinori Yamada    | Mizuki Yanagita |  | NEC Corporation            |
| Toray Arrows               | Koichiro Kanno    | Kanami Tashiro  |  | Toray Industries           |
| Toyota Auto Body Queenseis | Asako Tajimi      | Saori Takahashi |  | Toyota Auto Body           |

## Grundserien

### Sluttabell
| Pos | Lag                        | M  | V  | F  | P  | SV | SF | SK    | Kvalificering |
| --- | -------------------------- | -- | -- | -- | -- | -- | -- | ----- | ------------- |
| 1   | Hisamitsu Springs          | 21 | 21 | 0  | 61 | 63 | 11 | 5,727 | Slutspel      |
| 2   | JT Marvelous               | 21 | 13 | 8  | 40 | 50 | 34 | 1,471 | Slutspel      |
| 3   | Toyota Auto Body Queenseis | 21 | 11 | 10 | 32 | 41 | 40 | 1,025 | Slutspel      |
| 4   | Denso Airybees             | 21 | 11 | 10 | 32 | 42 | 41 | 1,024 | Slutspel      |
| 5   | NEC Red Rockets            | 21 | 8  | 13 | 26 | 36 | 45 | 0,800 | Slutspel      |
| 6   | Toray Arrows               | 21 | 8  | 13 | 24 | 33 | 47 | 0,702 | Slutspel      |
| 7   | Ageo Medics                | 21 | 7  | 14 | 22 | 32 | 48 | 0,667 |               |
| 8   | Hitachi Rivale             | 21 | 5  | 16 | 15 | 25 | 56 | 0,446 |               |

## Matcher

### Första rundan

#### Matchdag 1
| Datum  | Tid   |                 | Resultat |                   | Set 1 | Set 2 | Set 3 | Set 4 | Set 5 | Totalt  | Rapport |
| ------ | ----- | --------------- | -------- | ----------------- | ----- | ----- | ----- | ----- | ----- | ------- | ------- |
| 21 Oct | 13:05 | NEC Red Rockets | 0–3      | Hisamitsu Springs | 14–25 | 19–25 | 9–25  |       |       | 42–75   |         |
| 21 Oct | 15:15 | Denso Airybees  | 1–3      | Ageo Medics       | 22–25 | 25–23 | 21–25 | 22–25 |       | 90–98   |         |
| 22 Oct | 13:00 | Hitachi Rivale  | 2–3      | JT Marvelous      | 25–23 | 25–15 | 26–28 | 16–25 | 14–16 | 106–107 |         |
| 22 Oct | 16:50 | Body Queenseis  | 3–0      | Toray Arrows      | 25–19 | 25–13 | 25–22 |       |       | 75–54   |         |

#### Matchdag 2
| Datum  | Tid   |                   | Resultat |                | Set 1 | Set 2 | Set 3 | Set 4 | Set 5 | Totalt  | Rapport |
| ------ | ----- | ----------------- | -------- | -------------- | ----- | ----- | ----- | ----- | ----- | ------- | ------- |
| 28 Oct | 13:00 | NEC Red Rockets   | 3–0      | Ageo Medics    | 25–16 | 25–17 | 25–20 |       |       | 75–53   |         |
| 28 Oct | 13:00 | Hisamitsu Springs | 3–2      | JT Marvelous   | 23–25 | 23–25 | 28–26 | 25–13 | 15–13 | 114–102 |         |
| 28 Oct | 14:50 | Toray Arrows      | 1–3      | Denso Airybees | 25–20 | 24–26 | 19–25 | 23–25 |       | 91–96   |         |
| 28 Oct | 15:05 | Hitachi Rivale    | 0–3      | Body Queenseis | 15–25 | 25–27 | 26–28 |       |       | 66–80   |         |

#### Matchdag 3
| Datum  | Tid   |                   | Resultat |                 | Set 1 | Set 2 | Set 3 | Set 4 | Set 5 | Totalt | Rapport |
| ------ | ----- | ----------------- | -------- | --------------- | ----- | ----- | ----- | ----- | ----- | ------ | ------- |
| 29 Oct | 13:00 | Body Queenseis    | 1–3      | Ageo Medics     | 14–25 | 22–25 | 25–21 | 24–26 |       | 85–97  |         |
| 29 Oct | 13:00 | Hisamitsu Springs | 3–1      | Denso Airybees  | 21–25 | 25–22 | 25–20 | 25–19 |       | 96–86  |         |
| 29 Oct | 15:30 | JT Marvelous      | 3–1      | Toray Arrows    | 25–20 | 17–25 | 25–16 | 25–23 |       | 92–84  |         |
| 29 Oct | 15:45 | Hitachi Rivale    | 3–1      | NEC Red Rockets | 25–23 | 18–25 | 25–19 | 25–23 |       | 93–90  |         |

#### Matchdag 4
| Datum | Tid   |                 | Resultat |                   | Set 1 | Set 2 | Set 3 | Set 4 | Set 5 | Totalt | Rapport |
| ----- | ----- | --------------- | -------- | ----------------- | ----- | ----- | ----- | ----- | ----- | ------ | ------- |
| 4 Nov | 13:00 | NEC Red Rockets | 3–1      | JT Marvelous      | 23–25 | 25–20 | 25–19 | 25–16 |       | 98–80  |         |
| 4 Nov | 13:00 | Hitachi Rivale  | 0–3      | Ageo Medics       | 20–25 | 18–25 | 23–25 |       |       | 61–75  |         |
| 4 Nov | 15:00 | Toray Arrows    | 0–3      | Hisamitsu Springs | 16–25 | 22–25 | 16–25 |       |       | 54–75  |         |
| 4 Nov | 15:42 | Denso Airybees  | 1–3      | Body Queenseis    | 25–19 | 19–25 | 21–25 | 22–25 |       | 87–94  |         |

#### Matchdag 5
| Datum | Tid   |                   | Resultat |                | Set 1 | Set 2 | Set 3 | Set 4 | Set 5 | Totalt | Rapport |
| ----- | ----- | ----------------- | -------- | -------------- | ----- | ----- | ----- | ----- | ----- | ------ | ------- |
| 5 Nov | 13:00 | NEC Red Rockets   | 0–3      | Body Queenseis | 21–25 | 23–25 | 22–25 |       |       | 66–75  |         |
| 5 Nov | 13:00 | Hisamitsu Springs | 3–0      | Hitachi Rivale | 25–18 | 25–15 | 25–16 |       |       | 75–49  |         |
| 5 Nov | 15:00 | Toray Arrows      | 3–1      | Ageo Medics    | 19–25 | 25–23 | 25–18 | 25–10 |       | 94–76  |         |
| 5 Nov | 15:20 | Denso Airybees    | 2–3      | JT Marvelous   | 25–16 | 25–11 | 20–25 | 23–25 | 11–15 | 104–92 |         |

#### Matchdag 6
| Datum  | Tid   |                 | Resultat |                   | Set 1 | Set 2 | Set 3 | Set 4 | Set 5 | Totalt | Rapport |
| ------ | ----- | --------------- | -------- | ----------------- | ----- | ----- | ----- | ----- | ----- | ------ | ------- |
| 11 Nov | 13:00 | NEC Red Rockets | 0–3      | Toray Arrows      | 21–25 | 13–25 | 18–25 |       |       | 52–75  |         |
| 11 Nov | 13:00 | Ageo Medics     | 1–3      | Hisamitsu Springs | 25–20 | 25–27 | 18–25 | 18–25 |       | 86–97  |         |
| 11 Nov | 15:00 | Denso Airybees  | 3–1      | Hitachi Rivale    | 25–11 | 25–21 | 22–25 | 25–18 |       | 97–75  |         |
| 11 Nov | 15:50 | Body Queenseis  | 0–3      | JT Marvelous      | 19–25 | 21–25 | 15–25 |       |       | 55–75  |         |

#### Matchdag 7
| Datum  | Tid   |                 | Resultat |                   | Set 1 | Set 2 | Set 3 | Set 4 | Set 5 | Totalt  | Rapport |
| ------ | ----- | --------------- | -------- | ----------------- | ----- | ----- | ----- | ----- | ----- | ------- | ------- |
| 12 Nov | 13:00 | Hitachi Rivale  | 2–3      | Toray Arrows      | 15–25 | 25–16 | 23–25 | 25–19 | 13–15 | 101–100 |         |
| 12 Nov | 13:00 | JT Marvelous    | 2–3      | Ageo Medics       | 25–19 | 25–22 | 15–25 | 17–25 | 15–11 | 97–102  |         |
| 12 Nov | 15:40 | NEC Red Rockets | 2–3      | Denso Airybees    | 25–19 | 24–26 | 23–25 | 25–21 | 10–15 | 107–106 |         |
| 12 Nov | 15:50 | Body Queenseis  | 0–3      | Hisamitsu Springs | 17–25 | 19–25 | 12–25 |       |       | 48–75   |         |

### Andra rundan

#### Matchdag 8
| Datum  | Tid   |                   | Resultat |                | Set 1 | Set 2 | Set 3 | Set 4 | Set 5 | Totalt  | Rapport |
| ------ | ----- | ----------------- | -------- | -------------- | ----- | ----- | ----- | ----- | ----- | ------- | ------- |
| 18 Nov | 13:00 | Hisamitsu Springs | 3–1      | Denso Airybees | 25–20 | 22–25 | 25–23 | 25–18 |       | 97–86   |         |
| 18 Nov | 13:00 | Body Queenseis    | 2–3      | Toray Arrows   | 23–25 | 25–21 | 25–23 | 22–25 | 16–18 | 111–112 |         |
| 18 Nov | 15:30 | NEC Red Rockets   | 3–0      | Ageo Medics    | 25–21 | 25–18 | 25–20 |       |       | 75–59   |         |
| 18 Nov | 16:05 | Hitachi Rivale    | 0–3      | JT Marvelous   | 21–25 | 21–25 | 19–25 |       |       | 61–75   |         |

#### Matchdag 9
| Datum  | Tid   |                 | Resultat |                   | Set 1 | Set 2 | Set 3 | Set 4 | Set 5 | Totalt  | Rapport |
| ------ | ----- | --------------- | -------- | ----------------- | ----- | ----- | ----- | ----- | ----- | ------- | ------- |
| 19 Nov | 13:00 | Denso Airybees  | 3–1      | Ageo Medics       | 21–25 | 25–14 | 25–21 | 25–18 |       | 96–78   |         |
| 19 Nov | 13:00 | Toray Arrows    | 1–3      | JT Marvelous      | 14–25 | 25–23 | 18–25 | 24–26 |       | 81–99   |         |
| 19 Nov | 15:40 | Body Queenseis  | 2–3      | Hitachi Rivale    | 20–25 | 26–24 | 25–18 | 22–25 | 10–15 | 103–107 |         |
| 19 Nov | 15:48 | NEC Red Rockets | 0–3      | Hisamitsu Springs | 24–26 | 24–26 | 19–25 |       |       | 67–77   |         |

#### Matchdag 10
| Datum  | Tid   |                 | Resultat |                   | Set 1 | Set 2 | Set 3 | Set 4 | Set 5 | Totalt | Rapport |
| ------ | ----- | --------------- | -------- | ----------------- | ----- | ----- | ----- | ----- | ----- | ------ | ------- |
| 25 Nov | 13:00 | Ageo Medics     | 1–3      | Hisamitsu Springs | 13–25 | 26–24 | 21–25 | 25–27 |       | 85–101 |         |
| 25 Nov | 13:00 | NEC Red Rockets | 1–3      | JT Marvelous      | 19–25 | 23–25 | 25–22 | 21–25 |       | 88–97  |         |
| 25 Nov | 15:35 | Hitachi Rivale  | 1–3      | Toray Arrows      | 21–25 | 25–20 | 21–25 | 25–27 |       | 92–97  |         |
| 25 Nov | 15:40 | Denso Airybees  | 3–0      | Body Queenseis    | 25–22 | 26–24 | 25–20 |       |       | 76–66  |         |

#### Matchdag 11
| Datum  | Tid   |                   | Resultat |                 | Set 1 | Set 2 | Set 3 | Set 4 | Set 5 | Totalt | Rapport |
| ------ | ----- | ----------------- | -------- | --------------- | ----- | ----- | ----- | ----- | ----- | ------ | ------- |
| 26 Nov | 13:00 | Ageo Medics       | 0–3      | Toray Arrows    | 17–25 | 22–25 | 22–25 |       |       | 61–75  |         |
| 26 Nov | 13:00 | Body Queenseis    | 3–2      | NEC Red Rockets | 18–25 | 25–18 | 25–22 | 23–25 | 15–8  | 106–98 |         |
| 26 Nov | 15:55 | Hisamitsu Springs | 3–1      | Hitachi Rivale  | 19–25 | 25–19 | 25–16 | 25–15 |       | 94–75  |         |
| 26 Nov | 15:05 | Denso Airybees    | 0–3      | JT Marvelous    | 15–25 | 22–25 | 21–25 |       |       | 58–75  |         |

#### Matchdag 12
| Datum | Tid   |                 | Resultat |                   | Set 1 | Set 2 | Set 3 | Set 4 | Set 5 | Totalt  | Rapport |
| ----- | ----- | --------------- | -------- | ----------------- | ----- | ----- | ----- | ----- | ----- | ------- | ------- |
| 2 Dec | 13:00 | NEC Red Rockets | 3–0      | Toray Arrows      | 25–21 | 25–20 | 25–14 |       |       | 75–55   |         |
| 2 Dec | 13:00 | JT Marvelous    | 1–3      | Hisamitsu Springs | 26–24 | 22–25 | 16–25 | 23–25 |       | 87–99   |         |
| 2 Dec | 15:00 | Hitachi Rivale  | 3–2      | Denso Airybees    | 26–24 | 16–25 | 17–25 | 25–17 | 15–13 | 99–104  |         |
| 2 Dec | 15:35 | Body Queenseis  | 3–2      | Ageo Medics       | 22–25 | 26–24 | 16–25 | 25–20 | 15–13 | 104–107 |         |

#### Matchdag 13
| Datum | Tid   |                   | Resultat |                 | Set 1 | Set 2 | Set 3 | Set 4 | Set 5 | Totalt | Rapport |
| ----- | ----- | ----------------- | -------- | --------------- | ----- | ----- | ----- | ----- | ----- | ------ | ------- |
| 3 Dec | 13:00 | Toray Arrows      | 3–1      | Denso Airybees  | 25–17 | 23–25 | 25–22 | 25–9  |       | 98–73  |         |
| 3 Dec | 13:00 | Hisamitsu Springs | 3–0      | Body Queenseis  | 25–22 | 25–20 | 25–13 |       |       | 75–55  |         |
| 3 Dec | 15:00 | JT Marvelous      | 3–0      | Ageo Medics     | 25–16 | 25–21 | 25–18 |       |       | 75–55  |         |
| 3 Dec | 15:30 | Hitachi Rivale    | 1–3      | NEC Red Rockets | 15–25 | 25–21 | 16–25 | 18–25 |       | 74–96  |         |

#### Matchdag 14
| Datum | Tid   |                   | Resultat |                | Set 1 | Set 2 | Set 3 | Set 4 | Set 5 | Totalt | Rapport |
| ----- | ----- | ----------------- | -------- | -------------- | ----- | ----- | ----- | ----- | ----- | ------ | ------- |
| 9 Dec | 13:00 | NEC Red Rockets   | 1–3      | Denso Airybees | 15–25 | 25–21 | 22–25 | 22–25 |       | 84–96  |         |
| 9 Dec | 13:00 | Hisamitsu Springs | 3–1      | Toray Arrows   | 22–25 | 25–23 | 25–19 | 25–16 |       | 97–83  |         |
| 9 Dec | 15:40 | Ageo Medics       | 3–0      | Hitachi Rivale | 25–17 | 25–18 | 25–22 |       |       | 75–57  |         |
| 9 Dec | 15:45 | JT Marvelous      | 3–0      | Body Queenseis | 25–22 | 25–22 | 25–21 |       |       | 75–65  |         |

### 3 leg

#### Matchdag 15
| Datum  | Tid   |                   | Resultat |                | Set 1 | Set 2 | Set 3 | Set 4 | Set 5 | Totalt  | Rapport |
| ------ | ----- | ----------------- | -------- | -------------- | ----- | ----- | ----- | ----- | ----- | ------- | ------- |
| 10 Dec | 13:00 | Toray Arrows      | 0–3      | JT Marvelous   | 22–25 | 18–25 | 14–25 |       |       | 54–75   |         |
| 10 Dec | 13:08 | NEC Red Rockets   | 3–2      | Hitachi Rivale | 32–30 | 20–25 | 26–28 | 25–14 | 15–9  | 118–106 |         |
| 10 Dec | 16:15 | Hisamitsu Springs | 3–2      | Body Queenseis | 25–16 | 27–29 | 25–19 | 28–30 | 15–6  | 120–100 |         |
| 10 Dec | 15:10 | Ageo Medics       | 0–3      | Denso Airybees | 29–31 | 20–25 | 22–25 |       |       | 71–81   |         |

#### Matchdag 16
| Datum | Tid   |                   | Resultat |                | Set 1 | Set 2 | Set 3 | Set 4 | Set 5 | Totalt  | Rapport |
| ----- | ----- | ----------------- | -------- | -------------- | ----- | ----- | ----- | ----- | ----- | ------- | ------- |
| 6 Jan | 13:00 | JT Marvelous      | 3–1      | Body Queenseis | 25–18 | 18–25 | 25–19 | 25–23 |       | 93–85   |         |
| 6 Jan | 13:00 | NEC Red Rockets   | 2–3      | Denso Airybees | 18–25 | 25–19 | 24–26 | 25–21 | 12–15 | 104–106 |         |
| 6 Jan | 15:00 | Ageo Medics       | 1–3      | Toray Arrows   | 23–25 | 25–20 | 14–25 | 22–25 |       | 84–95   |         |
| 6 Jan | 15:00 | Hisamitsu Springs | 3–0      | Hitachi Rivale | 25–20 | 25–22 | 25–22 |       |       | 75–64   |         |

#### Matchdag 17
| Datum | Tid   |                 | Resultat |                   | Set 1 | Set 2 | Set 3 | Set 4 | Set 5 | Totalt | Rapport |
| ----- | ----- | --------------- | -------- | ----------------- | ----- | ----- | ----- | ----- | ----- | ------ | ------- |
| 7 Jan | 13:00 | Ageo Medics     | 2–3      | JT Marvelous      | 25–23 | 16–25 | 25–17 | 19–25 | 13–15 | 98–105 |         |
| 7 Jan | 13:00 | Denso Airybees  | 3–0      | Hitachi Rivale    | 25–22 | 25–21 | 25–16 |       |       | 75–59  |         |
| 7 Jan | 15:00 | Body Queenseis  | 3–2      | Toray Arrows      | 25–15 | 20–25 | 25–15 | 18–25 | 15–11 | 103–91 |         |
| 7 Jan | 15:00 | NEC Red Rockets | 0–3      | Hisamitsu Springs | 17–25 | 25–27 | 15–25 |       |       | 57–77  |         |

#### Matchdag 18
| Datum  | Tid   |                   | Resultat |                | Set 1 | Set 2 | Set 3 | Set 4 | Set 5 | Totalt  | Rapport |
| ------ | ----- | ----------------- | -------- | -------------- | ----- | ----- | ----- | ----- | ----- | ------- | ------- |
| 13 Jan | 13:00 | Ageo Medics       | 2–3      | Body Queenseis | 21–25 | 19–25 | 25–23 | 25–9  | 14–16 | 104–98  |         |
| 13 Jan | 13:00 | Toray Arrows      | 2–3      | Denso Airybees | 21–25 | 25–22 | 25–11 | 21–25 | 20–22 | 112–105 |         |
| 13 Jan | 15:00 | Hisamitsu Springs | 3–0      | JT Marvelous   | 25–18 | 25–22 | 25–21 |       |       | 75–61   |         |

#### Matchdag 19
| Datum  | Tid   |                   | Resultat |                | Set 1 | Set 2 | Set 3 | Set 4 | Set 5 | Totalt | Rapport |
| ------ | ----- | ----------------- | -------- | -------------- | ----- | ----- | ----- | ----- | ----- | ------ | ------- |
| 14 Jan | 13:00 | Ageo Medics       | 3–0      | Hitachi Rivale | 25–22 | 25–22 | 25–19 |       |       | 75–63  |         |
| 14 Jan | 13:00 | Hisamitsu Springs | 3–0      | Denso Airybees | 25–19 | 25–16 | 25–17 |       |       | 75–52  |         |

#### Matchdag 20
| Datum  | Tid   |                 | Resultat |                | Set 1 | Set 2 | Set 3 | Set 4 | Set 5 | Totalt  | Rapport |
| ------ | ----- | --------------- | -------- | -------------- | ----- | ----- | ----- | ----- | ----- | ------- | ------- |
| 20 Jan | 13:00 | Hitachi Rivale  | 3–2      | JT Marvelous   | 16–25 | 26–24 | 25–19 | 25–27 | 15–12 | 107–107 |         |
| 20 Jan | 13:00 | NEC Red Rockets | 3–0      | Toray Arrows   | 25–13 | 25–17 | 25–23 |       |       | 75–53   |         |
| 20 Jan | 15:00 | Body Queenseis  | 3–0      | Denso Airybees | 25–15 | 25–22 | 25–21 |       |       | 75–58   |         |

#### Matchdag 21
| Datum  | Tid   |                 | Resultat |                | Set 1 | Set 2 | Set 3 | Set 4 | Set 5 | Totalt  | Rapport |
| ------ | ----- | --------------- | -------- | -------------- | ----- | ----- | ----- | ----- | ----- | ------- | ------- |
| 21 Jan | 13:00 | Body Queenseis  | 3–0      | Hitachi Rivale | 25–16 | 25–14 | 25–19 |       |       | 75–49   |         |
| 21 Jan | 15:00 | NEC Red Rockets | 2–3      | Ageo Medics    | 25–12 | 25–20 | 21–25 | 29–31 | 11–15 | 111–103 |         |

#### Matchdag 22
| Datum  | Tid   |                 | Resultat |                   | Set 1 | Set 2 | Set 3 | Set 4 | Set 5 | Totalt | Rapport |
| ------ | ----- | --------------- | -------- | ----------------- | ----- | ----- | ----- | ----- | ----- | ------ | ------- |
| 27 Jan | 13:00 | NEC Red Rockets | 1–3      | Body Queenseis    | 26–28 | 25–16 | 16–25 | 20–25 |       | 87–94  |         |
| 27 Jan | 13:00 | Ageo Medics     | 0–3      | Hisamitsu Springs | 16–25 | 21–25 | 21–25 |       |       | 58–75  |         |
| 27 Jan | 15:00 | JT Marvelous    | 1–3      | Denso Airybees    | 27–25 | 23–25 | 20–25 | 19–25 |       | 89–100 |         |
| 27 Jan | 15:00 | Toray Arrows    | 1–3      | Hitachi Rivale    | 19–25 | 25–23 | 19–25 | 18–25 |       | 81–98  |         |

#### Matchdag 23
| Datum  | Tid   |              | Resultat |                   | Set 1 | Set 2 | Set 3 | Set 4 | Set 5 | Totalt  | Rapport |
| ------ | ----- | ------------ | -------- | ----------------- | ----- | ----- | ----- | ----- | ----- | ------- | ------- |
| 28 Jan | 13:00 | Toray Arrows | 0–3      | Hisamitsu Springs | 18–25 | 15–25 | 15–25 |       |       | 48–75   |         |
| 28 Jan | 13:08 | JT Marvelous | 2–3      | NEC Red Rockets   | 23–25 | 25–19 | 28–26 | 22–25 | 11–15 | 109–110 |         |

## Slutspel

### Seriespel
1. Från grundserien fick lagen bonuspoäng baserat på deras placering, 5 poäng för ettan ner till 0 poäng för sexan.[1]

#### Sluttabell
| Pos | Lag                        | M | V | F | P  | SV | SF | SK    | Kvalificering |
| --- | -------------------------- | - | - | - | -- | -- | -- | ----- | ------------- |
| 1   | JT Marvelous               | 5 | 5 | 0 | 18 | 15 | 4  | 3,750 | Final         |
| 2   | Hisamitsu Springs          | 5 | 4 | 1 | 16 | 12 | 8  | 1,500 | Semifinal     |
| 3   | Toyota Auto Body Queenseis | 5 | 2 | 3 | 11 | 11 | 10 | 1,100 | Semifinal     |
| 4   | Denso Airybees             | 5 | 2 | 3 | 7  | 8  | 11 | 0,727 |               |
| 5   | NEC Red Rockets            | 5 | 1 | 4 | 5  | 7  | 12 | 0,583 |               |
| 6   | Toray Arrows               | 5 | 1 | 4 | 3  | 5  | 13 | 0,385 |               |

#### Result

##### Matchdag 1
| Datum  | Tid   |                   | Resultat |                 | Set 1 | Set 2 | Set 3 | Set 4 | Set 5 | Totalt  | Rapport |
| ------ | ----- | ----------------- | -------- | --------------- | ----- | ----- | ----- | ----- | ----- | ------- | ------- |
| 10 Feb | 11:00 | Hisamitsu Springs | 3–2      | Body Queenseis  | 25–23 | 17–25 | 22–25 | 25–22 | 18–16 | 107–111 |         |
| 10 Feb | 11:00 | JT Marvelous      | 3–1      | Toray Arrows    | 18–25 | 25–22 | 25–15 | 25–23 |       | 93–85   |         |
| 10 Feb | 11:00 | Denso Airybees    | 3–2      | NEC Red Rockets | 23–25 | 21–25 | 25–21 | 25–22 | 15–9  | 109–102 |         |
| 11 Feb | 13:00 | Hisamitsu Springs | 3–1      | Toray Arrows    | 25–22 | 22–25 | 25–16 | 25–19 |       | 97–82   |         |
| 11 Feb | 13:00 | JT Marvelous      | 3–2      | Body Queenseis  | 25–22 | 25–16 | 15–25 | 10–25 | 15–11 | 90–99   |         |

##### Matchdag 2
| Datum  | Tid   |                   | Resultat |                 | Set 1 | Set 2 | Set 3 | Set 4 | Set 5 | Totalt | Rapport |
| ------ | ----- | ----------------- | -------- | --------------- | ----- | ----- | ----- | ----- | ----- | ------ | ------- |
| 17 Feb | 11:00 | Hisamitsu Springs | 3–1      | NEC Red Rockets | 25–18 | 19–25 | 25–20 | 25–23 |       | 94–86  |         |
| 17 Feb | 11:00 | JT Marvelous      | 3–0      | Denso Airybees  | 25–23 | 25–15 | 25–18 |       |       | 75–56  |         |
| 17 Feb | 11:00 | Body Queenseis    | 1–3      | Toray Arrows    | 25–23 | 19–25 | 23–25 | 16–25 |       | 83–98  |         |
| 18 Feb | 13:00 | Hisamitsu Springs | 3–1      | Denso Airybees  | 25–19 | 18–25 | 30–28 | 25–15 |       | 98–87  |         |
| 18 Feb | 13:00 | JT Marvelous      | 3–1      | NEC Red Rockets | 23–25 | 25–22 | 26–24 | 25–17 |       | 99–88  |         |

##### Matchdag 3
| Datum  | Tid   |                   | Resultat |                 | Set 1 | Set 2 | Set 3 | Set 4 | Set 5 | Totalt | Rapport |
| ------ | ----- | ----------------- | -------- | --------------- | ----- | ----- | ----- | ----- | ----- | ------ | ------- |
| 24 Feb | 11:00 | Body Queenseis    | 3–0      | NEC Red Rockets | 25–14 | 25–21 | 25–21 |       |       | 75–56  |         |
| 24 Feb | 11:00 | Denso Airybees    | 3–0      | Toray Arrows    | 25–21 | 29–27 | 25–19 |       |       | 79–67  |         |
| 24 Feb | 11:00 | Hisamitsu Springs | 0–3      | JT Marvelous    | 22–25 | 20–25 | 17–25 |       |       | 59–75  |         |
| 25 Feb | 13:00 | NEC Red Rockets   | 3–0      | Toray Arrows    | 25–19 | 25–16 | 25–21 |       |       | 75–56  |         |
| 25 Feb | 13:00 | Body Queenseis    | 3–1      | Denso Airybees  | 25–20 | 25–22 | 16–25 | 25–13 |       | 91–80  |         |

### Finalspel
|  | Semifinaler | Semifinaler                | Semifinaler | Semifinaler       | Semifinaler |   |   | Final        | Final | Final | Final | Final |  |
|  |             |                            |             |                   |             |   |   |              |       |       |       |       |  |
|  | 2           | Hisamitsu Springs          | 3           | 3                 | –           |   |   |              |       |       |       |       |  |
|  | 2           | Hisamitsu Springs          | 3           | 3                 | –           |   |   |              |       |       |       |       |  |
|  | 3           | Toyota Auto Body Queenseis | 0           | 0                 | –           |   |   |              |       |       |       |       |  |
|  | 3           | Toyota Auto Body Queenseis | 0           | 0                 | –           |   | 1 | JT Marvelous | 0     | 0     | –     |       |  |
|  |             |                            |             |                   |             |   | 1 | JT Marvelous | 0     | 0     | –     |       |  |
|  |             |                            | 2           | Hisamitsu Springs | 3           | 3 | – |              |       |       |       |       |  |

#### Semifinal
| Datum | Tid   |                   | Resultat |                            | Set 1 | Set 2 | Set 3 | Set 4 | Set 5 | Totalt | Rapport |
| ----- | ----- | ----------------- | -------- | -------------------------- | ----- | ----- | ----- | ----- | ----- | ------ | ------- |
| 3 Mar | 13:08 | Hisamitsu Springs | 3–0      | Toyota Auto Body Queenseis | 25–22 | 25–23 | 25–22 |       |       | 75–67  |         |
| 4 Mar | 12:08 | Hisamitsu Springs | 3–0      | Toyota Auto Body Queenseis | 25–17 | 25–20 | 25–12 |       |       | 75–49  |         |

#### Final
| Datum  | Tid   |              | Resultat |                   | Set 1 | Set 2 | Set 3 | Set 4 | Set 5 | Totalt | Rapport |
| ------ | ----- | ------------ | -------- | ----------------- | ----- | ----- | ----- | ----- | ----- | ------ | ------- |
| 10 Mar | 13:08 | JT Marvelous | 0–3      | Hisamitsu Springs | 9–25  | 20–25 | 21–25 |       |       | 50–75  |         |
| 17 Mar | 15:08 | JT Marvelous | 0–3      | Hisamitsu Springs | 14–25 | 21–25 | 20–25 |       |       | 55–75  |         |

## Slutplaceringar
| Rank | Team                       |
| ---- | -------------------------- |
| 1    | Hisamitsu Springs          |
| 2    | JT Marvelous               |
| 3    | Toyota Auto Body Queenseis |
| 4    | Denso Airybees             |
| 5    | NEC Red Rockets            |
| 6    | Toray Arrows               |
| 7    | Ageo Medics                |
| 8    | Hitachi Rivale             |

|  | Kvalificerat för the Asian Championship |

| Mästare           |
| ----------------- |
| Hisamitsu Springs |

| Lagmedlemmar |
| Miyu Nagaoka, Chizuru Kotō, Risa Shinnabe, Nana Iwasaka, Yuki Ishii, Rika Nomoto, Kotoki Zayasu, Erika Sakae, Yūka Imamura, Kiyora Obikawa, Fumika Moriya, Yūka Taura, Foluke Akinradewo, Asuka Hamamatsu, Mana Toe, Akane Ukishima, Sayaka Tsutsui, Haruka kanamori, Arisa Inoue, Minami Higane, Miyu Nakagawa, Hikari Katō |
| Huvudtränare |
| Shingo Sakai |

## Utmärkelser
- Mest värdefulla spelare
 Yuki Ishii (Hisamitsu)[2]
- Utmärkt spelare
 Brankica Mihajlović (JT)
- Allstarlag
  -  Yuki Ishii (Hisamitsu)
  -  Brankica Mihajlović (JT)
  -  Neriman Gençyürek (TAB)
  -  Foluke Akinradewo (Hisamitsu)
  -  Erika Araki (TAB)
  -  Misaki Tanaka (JT)
  -  Mako Kobata (JT)
- Bästa tränare
 Shingo Sakai (Hisamitsu)
- Bästa nykommling
 Ai Kurogo (Toray)
- Best poängvinnare
  -  Neriman Gençyürek (TAB) 580points[3]
- Bästa spiker
  -  Foluke Akinradewo (Hisamitsu) 60,3 %
- Bästa blockare
  -  Erika Araki (TAB) 0.85 points/set
- Bästa servare
  -  Yuka Kanasugi (JT) 17,4 %
- Bästa mottagare
  -  Risa Shinnabe  (Hisamitsu) 63,0 %
- Mottagarutmärkelse
  -  Yuki Ishii (Hisamitsu)
- Specialutmärkelse (har spelat mer än 230 matcher)
  -  Moemi Tōi (Hitachi)